# Fiyi en la Copa de las Naciones de la OFC 2024
La selección de Fiyi fue uno de los ocho equipos participantes de la Copa de las Naciones de la OFC 2024, torneo del cual fue organizador junto a Vanuatu entre el 15 y el 30 de junio. Fue su novena participación en el certamen continental.
Fueron emparejados en el Grupo B junto con Papúa Nueva Guinea, Samoa y Tahití.
Luego de avanzar como primero con puntaje ideal en su grupo, cayó 2-1 ante Vanuatu en semifinales y por idéntico resultado ante Tahití en el partido por el tercer puesto por lo que obtuvo el cuarto lugar.

## Enfrentamientos previos
| Fecha               | Lugar   |               |                          | Resultado |                 |      |
| ------------------- | ------- | ------------- | ------------------------ | --------- | --------------- | ---- |
| 18 de marzo de 2024 | Honiara | Islas Salomón | Bandera de Islas Salomón | 2:1 (0:1) | Bandera de Fiyi | Fiyi |
| 20 de marzo de 2024 | Honiara | Islas Salomón | Bandera de Islas Salomón | 0:2 (0:1) | Bandera de Fiyi | Fiyi |

## Jugadores
Robert Sherman entregó la lista definitiva el 5 de junio.
Datos correspondientes al día de inicio del torneo
| #  | Nombre                | Posición         | Edad | PJ Sel | Club               |
| -- | --------------------- | ---------------- | ---- | ------ | ------------------ |
| 1  | Aydin Mustahib        | Arquero          | 20   | 0      | Manurewa AFC       |
| 2  | Scott Wara            | Defensor         | 24   | 2      | Stalybridge Celtic |
| 3  | Gabriele Matanisiga   | Defensor         | 28   | 10     | Wellington Olympic |
| 4  | Ivan Kumar            | Defensor         | 26   | 2      | Rewa               |
| 5  | Sitiveni Cavuilagi    | Mediocampista    | 29   | 11     | Lautoka            |
| 6  | Thomas Dunn           | Mediocampista    | 21   | 4      | Navua              |
| 7  | Mohammed Raheem       | Defensor         | 20   | 2      | Ba                 |
| 8  | Setareki Hughes       | Delantero        | 28   | 36     | Rewa               |
| 9  | Roy Krishna           | Delantero        | 36   | 51     | Odisha FC          |
| 10 | Nabil Begg            | Delantero        | 20   | 7      | Auckland City      |
| 11 | Brendan McMullen      | Mediocampista    | 21   | 3      | Stop Out           |
| 12 | Tevita Waranaivalu    | Mediocampista    | 28   | 19     | Rewa               |
| 13 | Mosese Nabose         | Mediocampista    | 25   | 0      | Tailevu Naitasiri  |
| 14 | Sairusi Nalaubu       | Delantero        | 27   | 10     | Lautoka            |
| 15 | Etonia Dogalau        | Mediocampista    | 23   | 4      | Ba                 |
| 16 | Atonio Tuivuna        | Defensor         | 29   | 9      | Lautoka            |
| 17 | Filipe Baravilala     | Defensores       | 29   | 8      | Navua              |
| 18 | Lekima Gonerauc       | Defensor         | 34   | 6      | Lautoka            |
| 19 | Merrill Nand          | Delantero        | 23   | 4      | Suva               |
| 20 | Joji Vuakaca          | Arquero          | 21   | 0      | Labasa             |
| 21 | Sterling Vasconcellos | Defensor         | 19   | 5      | Lautoka            |
| 22 | Isikeli Sevanaia      | Arquero          | 21   | 1      | Rewa               |
| 23 | Rusiate Matarerega    | Delantero        | 31   | 18     | Nadroga            |
| DT | Robert Sherman        | Director técnico | 64   | -      | Bandera de Gales   |

## Participación

### Primera fase
| Equipo             | Pts | PJ | PG | PE | PP | GF | GC | Dif. |
| ------------------ | --- | -- | -- | -- | -- | -- | -- | ---- |
| Fiyi (A)           | 9   | 3  | 3  | 0  | 0  | 15 | 2  | 13   |
| Tahití             | 4   | 3  | 1  | 1  | 1  | 3  | 2  | 1    |
| Papúa Nueva Guinea | 4   | 3  | 1  | 1  | 1  | 4  | 7  | −3   |
| Samoa              | 0   | 3  | 0  | 0  | 3  | 2  | 13 | −11  |

| 28         | Guardameta     | Ronald Warisan |     |
| 4          | Defensa        | Alwin Komolong |     |
| 17         | Defensa        | Kenneth Arah   | 46' |
| 26         | Defensa        | Raymond Diho   |     |
| 14         | Centrocampista | Emmanuel Simon |     |
| 11         | Centrocampista | Yagi Yasasa    | 34' |
| 10         | Centrocampista | Kolu Kepo      |     |
| 21         | Centrocampista | Troy Dobbin    | 70' |
| 8          | Centrocampista | Lee Navu Faunt |     |
| 13         | Delantero      | Tommy Semmy    |     |
| 7          | Delantero      | Jethro Yumange | 70' |
| Entrenador | Entrenador     | Warren Moon    |     |

| 22         | Guardameta     | Isikeli Sevanaia      |     |
| 17         | Defensa        | Filipe Baravilala     |     |
| 21         | Defensa        | Sterling Vasconcellos |     |
| 2          | Defensa        | Scott Wara            | 54' |
| 13         | Defensa        | Mosese Nabose         | 73' |
| 8          | Centrocampista | Setareki Hughes       | 73' |
| 12         | Centrocampista | Tevita Waranaivalu    | 82' |
| 7          | Centrocampista | Mohammed Raheem       |     |
| 10         | Centrocampista | Nabil Begg            |     |
| 6          | Delantero      | Thomas Dunn           |     |
| 9          | Delantero      | Roy Krishna           | 82' |
| Entrenador | Entrenador     | Robert Sherman        |     |

| 3  | Defensa        | Godfrey Haro | 34' |
| 6  | Delantero      | Ati Kepo     | 46' |
| 12 | Delantero      | Matu Ben     | 70' |
| 16 | Centrocampista | Pala Paul    | 70' |

| 3  | Defensa        | Gabriele Matanisiga, | 54' |
| 4  | Defensa        | Ivan Kumar           | 73' |
| 19 | Delantero      | Merrill Nand         | 73' |
| 11 | Centrocampista | Brendan McMullen     | 82' |
| 14 | Delantero      | Sairusi Nalaubu      | 82' |

| Anotado | 4' | Tommy Semmy | 1 - 5 |

| Anotado           | 2'  | Nabil Begg     | 0 - 1 |
| Anotado           | 43' | Thomas Dunn    | 0 - 2 |
| Anotado           | 52' | Thomas Dunn    | 0 - 3 |
| Anotado · Autogol | 55' | Alwin Komolong | 0 - 4 |
| Anotado           | 64' | Roy Krishna    | 0 - 5 |

| Amonestado | 45' | Setareki Hughes |

| Árbitro             | Calvin Berg                |
| Árbitros asistentes | Mark Rule                  |
|                     | Jeremy Garae               |
| Cuarto árbitro      | Campbell-Kirk Kawana-Waugh |

| 28         | Guardameta     | Ronald Warisan |     |
| 4          | Defensa        | Alwin Komolong |     |
| 17         | Defensa        | Kenneth Arah   | 46' |
| 26         | Defensa        | Raymond Diho   |     |
| 14         | Centrocampista | Emmanuel Simon |     |
| 11         | Centrocampista | Yagi Yasasa    | 34' |
| 10         | Centrocampista | Kolu Kepo      |     |
| 21         | Centrocampista | Troy Dobbin    | 70' |
| 8          | Centrocampista | Lee Navu Faunt |     |
| 13         | Delantero      | Tommy Semmy    |     |
| 7          | Delantero      | Jethro Yumange | 70' |
| Entrenador | Entrenador     | Warren Moon    |     |

| 22         | Guardameta     | Isikeli Sevanaia      |     |
| 17         | Defensa        | Filipe Baravilala     |     |
| 21         | Defensa        | Sterling Vasconcellos |     |
| 2          | Defensa        | Scott Wara            | 54' |
| 13         | Defensa        | Mosese Nabose         | 73' |
| 8          | Centrocampista | Setareki Hughes       | 73' |
| 12         | Centrocampista | Tevita Waranaivalu    | 82' |
| 7          | Centrocampista | Mohammed Raheem       |     |
| 10         | Centrocampista | Nabil Begg            |     |
| 6          | Delantero      | Thomas Dunn           |     |
| 9          | Delantero      | Roy Krishna           | 82' |
| Entrenador | Entrenador     | Robert Sherman        |     |

| 3  | Defensa        | Godfrey Haro | 34' |
| 6  | Delantero      | Ati Kepo     | 46' |
| 12 | Delantero      | Matu Ben     | 70' |
| 16 | Centrocampista | Pala Paul    | 70' |

| 3  | Defensa        | Gabriele Matanisiga, | 54' |
| 4  | Defensa        | Ivan Kumar           | 73' |
| 19 | Delantero      | Merrill Nand         | 73' |
| 11 | Centrocampista | Brendan McMullen     | 82' |
| 14 | Delantero      | Sairusi Nalaubu      | 82' |

| Anotado | 4' | Tommy Semmy | 1 - 5 |

| Anotado           | 2'  | Nabil Begg     | 0 - 1 |
| Anotado           | 43' | Thomas Dunn    | 0 - 2 |
| Anotado           | 52' | Thomas Dunn    | 0 - 3 |
| Anotado · Autogol | 55' | Alwin Komolong | 0 - 4 |
| Anotado           | 64' | Roy Krishna    | 0 - 5 |

| Amonestado | 45' | Setareki Hughes |

| Árbitro             | Calvin Berg                |
| Árbitros asistentes | Mark Rule                  |
|                     | Jeremy Garae               |
| Cuarto árbitro      | Campbell-Kirk Kawana-Waugh |

| 1          | Guardameta     | Joel Bartley        |     |
| 17         | Defensa        | Faiti Hamilton-Pama |     |
| 2          | Defensa        | Luke Tolo Kent      | 73' |
| 6          | Defensa        | Andrew Setefano     |     |
| 3          | Defensa        | Luke Salisbury      | 73' |
| 14         | Centrocampista | Dauntae Mariner     |     |
| 12         | Centrocampista | Harry Chote         | 62' |
| 8          | Centrocampista | Jarvis Vaai         |     |
| 15         | Centrocampista | Niko Steinmetz      |     |
| 21         | Delantero      | Kyah Cahill         | 54' |
| 9          | Delantero      | Pharrell Trainor    | 54' |
| Entrenador | Entrenador     | Ryan Stewart        |     |

| 22         | Guardameta     | Isikeli Sevanaia      |     |
| 17         | Defensa        | Filipe Baravilala     |     |
| 21         | Defensa        | Sterling Vasconcellos | 45' |
| 2          | Defensa        | Scott Wara            |     |
| 13         | Defensa        | Mosese Nabose         | 54' |
| 8          | Centrocampista | Setareki Hughes       | 84' |
| 12         | Centrocampista | Tevita Waranaivalu    |     |
| 7          | Centrocampista | Mohammed Raheem       | 73' |
| 10         | Centrocampista | Nabil Begg            |     |
| 6          | Delantero      | Thomas Dunn           |     |
| 9          | Delantero      | Roy Krishna           | 73' |
| Entrenador | Entrenador     | Robert Sherman        |     |

| 7  | Delantero      | Darcy Knight  | 54' |
| 18 | Centrocampista | Michael Leo   | 54' |
| 19 | Centrocampista | Alex Malauulu | 62' |
| 11 | Delantero      | Juan Gobbi    | 73' |
| 16 | Centrocampista | Caleb Hilbron | 73' |

| 3  | Defensa        | Gabriele Matanisiga | 45' |
| 4  | Defensa        | Ivan Kumar          | 54' |
| 5  | Centrocampista | Sitiveni Cavuilagi  | 73' |
| 15 | Centrocampista | Etonia Dogalau      | 73' |
| 14 | Delantero      | Sairusi Nalaubu     | 84' |

| Anotado | 47' | Luke Salisbury | 1 - 3 |

| Anotado          | 3'  | Setareki Hughes   | 0 - 1 |
| Anotado          | 38' | Thomas Dunn       | 0 - 2 |
| Acierto de penal | 45' | Roy Krishna       | 0 - 3 |
| Acierto de penal | 54' | Roy Krishna       | 1 - 4 |
| Anotado          | 61' | Setareki Hughes   | 1 - 5 |
| Anotado          | 64' | Filipe Baravilala | 1 - 6 |
| Anotado          | 67' | Nabil Begg        | 1 - 7 |
| Anotado          | 83' | Etonia Dogalau    | 1 - 8 |
| Anotado          | 89' | Etonia Dogalau    | 1 - 9 |

| Amonestado | 81' | Niko Steinmetz |

| Amonestado | 21' | Mohammed Raheem |
| Amonestado | 23' | Scott Wara      |
| Amonestado | 41' | Nabil Begg      |

| Árbitro             | Calvin Berg     |
| Árbitros asistentes | Jeremy Garae    |
|                     | Jeffery Solodia |
| Cuarto árbitro      | Shama Maemae    |

| 1          | Guardameta     | Joel Bartley        |     |
| 17         | Defensa        | Faiti Hamilton-Pama |     |
| 2          | Defensa        | Luke Tolo Kent      | 73' |
| 6          | Defensa        | Andrew Setefano     |     |
| 3          | Defensa        | Luke Salisbury      | 73' |
| 14         | Centrocampista | Dauntae Mariner     |     |
| 12         | Centrocampista | Harry Chote         | 62' |
| 8          | Centrocampista | Jarvis Vaai         |     |
| 15         | Centrocampista | Niko Steinmetz      |     |
| 21         | Delantero      | Kyah Cahill         | 54' |
| 9          | Delantero      | Pharrell Trainor    | 54' |
| Entrenador | Entrenador     | Ryan Stewart        |     |

| 22         | Guardameta     | Isikeli Sevanaia      |     |
| 17         | Defensa        | Filipe Baravilala     |     |
| 21         | Defensa        | Sterling Vasconcellos | 45' |
| 2          | Defensa        | Scott Wara            |     |
| 13         | Defensa        | Mosese Nabose         | 54' |
| 8          | Centrocampista | Setareki Hughes       | 84' |
| 12         | Centrocampista | Tevita Waranaivalu    |     |
| 7          | Centrocampista | Mohammed Raheem       | 73' |
| 10         | Centrocampista | Nabil Begg            |     |
| 6          | Delantero      | Thomas Dunn           |     |
| 9          | Delantero      | Roy Krishna           | 73' |
| Entrenador | Entrenador     | Robert Sherman        |     |

| 7  | Delantero      | Darcy Knight  | 54' |
| 18 | Centrocampista | Michael Leo   | 54' |
| 19 | Centrocampista | Alex Malauulu | 62' |
| 11 | Delantero      | Juan Gobbi    | 73' |
| 16 | Centrocampista | Caleb Hilbron | 73' |

| 3  | Defensa        | Gabriele Matanisiga | 45' |
| 4  | Defensa        | Ivan Kumar          | 54' |
| 5  | Centrocampista | Sitiveni Cavuilagi  | 73' |
| 15 | Centrocampista | Etonia Dogalau      | 73' |
| 14 | Delantero      | Sairusi Nalaubu     | 84' |

| Anotado | 47' | Luke Salisbury | 1 - 3 |

| Anotado          | 3'  | Setareki Hughes   | 0 - 1 |
| Anotado          | 38' | Thomas Dunn       | 0 - 2 |
| Acierto de penal | 45' | Roy Krishna       | 0 - 3 |
| Acierto de penal | 54' | Roy Krishna       | 1 - 4 |
| Anotado          | 61' | Setareki Hughes   | 1 - 5 |
| Anotado          | 64' | Filipe Baravilala | 1 - 6 |
| Anotado          | 67' | Nabil Begg        | 1 - 7 |
| Anotado          | 83' | Etonia Dogalau    | 1 - 8 |
| Anotado          | 89' | Etonia Dogalau    | 1 - 9 |

| Amonestado | 81' | Niko Steinmetz |

| Amonestado | 21' | Mohammed Raheem |
| Amonestado | 23' | Scott Wara      |
| Amonestado | 41' | Nabil Begg      |

| Árbitro             | Calvin Berg     |
| Árbitros asistentes | Jeremy Garae    |
|                     | Jeffery Solodia |
| Cuarto árbitro      | Shama Maemae    |

| 22         | Guardameta     | Isikeli Sevanaia      |     |
| 17         | Defensa        | Filipe Baravilala     |     |
| 21         | Defensa        | Sterling Vasconcellos |     |
| 3          | Defensa        | Gabriele Matanisiga   |     |
| 4          | Defensa        | Ivan Kumar            |     |
| 14         | Centrocampista | Sairusi Nalaubu       | 67' |
| 12         | Centrocampista | Tevita Waranaivalu    |     |
| 5          | Centrocampista | Sitiveni Cavuilagi    |     |
| 10         | Centrocampista | Nabil Begg            |     |
| 6          | Delantero      | Thomas Dunn           |     |
| 9          | Delantero      | Roy Krishna           |     |
| Entrenador | Entrenador     | Robert Sherman        |     |

| 16         | Guardameta     | Teave Teamotuaitau |     |
| 8          | Defensa        | Eddy Kaspard       | 89' |
| 15         | Defensa        | Pothin Poma        |     |
| 17         | Defensa        | Teva Lossec        |     |
| 20         | Defensa        | Taumihau Tiatia    | 75' |
| 9          | Centrocampista | Tauhiti Keck       |     |
| 18         | Centrocampista | Manuarii Shan      | 55' |
| 6          | Centrocampista | Terai Bremond      |     |
| 10         | Centrocampista | Teaonui Tehau      |     |
| 11         | Delantero      | Shawn Tinirauarii  | 89' |
| 21         | Delantero      | Matéo Degrumelle   | 89' |
| Entrenador | Entrenador     | Samuel Garcia      |     |

| 8 | Centrocampista | Setareki Hughes | 67' |

| 12 | Defensa        | Mauri Heitaa    | 55' |
| 4  | Defensa        | Haumau Tanetoa  | 75' |
| 7  | Defensa        | Kevin Barbe     | 89' |
| 13 | Centrocampista | Franck Papaura  | 89' |
| 19 | Delantero      | Ariiura Labaste | 89' |

| Acierto de penal | 26' | Roy Krishna | 1 - 0 |

| Amonestado | 43' | Ivan Kumar |

| Amonestado | 25' | Terai Bremond |

| Árbitro             | Campbell-Kirk Kawana-Waugh |
| Árbitros asistentes | Isaac Trevis               |
|                     | Bernard Mutureka           |
| Cuarto árbitro      | Calvin Berg                |

| 22         | Guardameta     | Isikeli Sevanaia      |     |
| 17         | Defensa        | Filipe Baravilala     |     |
| 21         | Defensa        | Sterling Vasconcellos |     |
| 3          | Defensa        | Gabriele Matanisiga   |     |
| 4          | Defensa        | Ivan Kumar            |     |
| 14         | Centrocampista | Sairusi Nalaubu       | 67' |
| 12         | Centrocampista | Tevita Waranaivalu    |     |
| 5          | Centrocampista | Sitiveni Cavuilagi    |     |
| 10         | Centrocampista | Nabil Begg            |     |
| 6          | Delantero      | Thomas Dunn           |     |
| 9          | Delantero      | Roy Krishna           |     |
| Entrenador | Entrenador     | Robert Sherman        |     |

| 16         | Guardameta     | Teave Teamotuaitau |     |
| 8          | Defensa        | Eddy Kaspard       | 89' |
| 15         | Defensa        | Pothin Poma        |     |
| 17         | Defensa        | Teva Lossec        |     |
| 20         | Defensa        | Taumihau Tiatia    | 75' |
| 9          | Centrocampista | Tauhiti Keck       |     |
| 18         | Centrocampista | Manuarii Shan      | 55' |
| 6          | Centrocampista | Terai Bremond      |     |
| 10         | Centrocampista | Teaonui Tehau      |     |
| 11         | Delantero      | Shawn Tinirauarii  | 89' |
| 21         | Delantero      | Matéo Degrumelle   | 89' |
| Entrenador | Entrenador     | Samuel Garcia      |     |

| 8 | Centrocampista | Setareki Hughes | 67' |

| 12 | Defensa        | Mauri Heitaa    | 55' |
| 4  | Defensa        | Haumau Tanetoa  | 75' |
| 7  | Defensa        | Kevin Barbe     | 89' |
| 13 | Centrocampista | Franck Papaura  | 89' |
| 19 | Delantero      | Ariiura Labaste | 89' |

| Acierto de penal | 26' | Roy Krishna | 1 - 0 |

| Amonestado | 43' | Ivan Kumar |

| Amonestado | 25' | Terai Bremond |

| Árbitro             | Campbell-Kirk Kawana-Waugh |
| Árbitros asistentes | Isaac Trevis               |
|                     | Bernard Mutureka           |
| Cuarto árbitro      | Calvin Berg                |

### Semifinales
| 22         | Guardameta     | Isikeli Sevanaia      |     |
| 17         | Defensa        | Filipe Baravilala     |     |
| 21         | Defensa        | Sterling Vasconcellos |     |
| 2          | Defensa        | Scott Wara            | 83' |
| 4          | Defensa        | Ivan Kumar            |     |
| 8          | Centrocampista | Setareki Hughes       | 71' |
| 12         | Centrocampista | Tevita Waranaivalu    |     |
| 5          | Centrocampista | Sitiveni Cavuilagi    | 62' |
| 10         | Centrocampista | Nabil Begg            |     |
| 6          | Delantero      | Thomas Dunn           |     |
| 9          | Delantero      | Roy Krishna           |     |
| Entrenador | Entrenador     | Robert Sherman        |     |

| 1          | Guardameta     | James Iamar         |       |
| 17         | Defensa        | Kerry Yawak         |       |
| 4          | Defensa        | Brian Kaltack       |       |
| 6          | Defensa        | Jason Thomas        |       |
| 5          | Defensa        | Jared Clark         |       |
| 16         | Centrocampista | John Alick          | 74'   |
| 11         | Centrocampista | Tasso Jeffrey       |       |
| 10         | Centrocampista | Bong Kalo           | 30'   |
| 14         | Centrocampista | John Wohale         |       |
| 15         | Delantero      | Godine Tenene       |       |
| 13         | Delantero      | Jonathan Spokeyjack | 90+4' |
| Entrenador | Entrenador     | Juliano Schmeling   |       |

| 7  | Defensa        | Mohammed Raheem     | 62' |
| 15 | Centrocampista | Etonia Dogalau      | 71' |
| 3  | Defensa        | Gabriele Matanisiga | 83' |

| 18 | Delantero      | Kensi Tangis   | 30' 90+4' |
| 20 | Centrocampista | Alick Worworbu | 74'       |
| 8  | Centrocampista | Claude Aru     | 90+4'     |
| 21 | Centrocampista | Joe Moses      | 90+4'     |

| Anotado | 46' | Sitiveni Cavuilagi | 1 - 1 |

| Anotado | 13' | Jonathan Spokeyjack | 0 - 1 |
| Anotado | 57' | Jason Thomas        | 1 - 2 |

| Amonestado | 74'    | Godine Tenene |
| Amonestado | 90+14' | Jason Thomas  |

| Árbitro             | Campbell-Kirk Kawana-Waugh |
| Árbitros asistentes | Isaac Trevis               |
|                     | Mark Rule                  |
| Cuarto árbitro      | Ben Aukwai                 |

| 22         | Guardameta     | Isikeli Sevanaia      |     |
| 17         | Defensa        | Filipe Baravilala     |     |
| 21         | Defensa        | Sterling Vasconcellos |     |
| 2          | Defensa        | Scott Wara            | 83' |
| 4          | Defensa        | Ivan Kumar            |     |
| 8          | Centrocampista | Setareki Hughes       | 71' |
| 12         | Centrocampista | Tevita Waranaivalu    |     |
| 5          | Centrocampista | Sitiveni Cavuilagi    | 62' |
| 10         | Centrocampista | Nabil Begg            |     |
| 6          | Delantero      | Thomas Dunn           |     |
| 9          | Delantero      | Roy Krishna           |     |
| Entrenador | Entrenador     | Robert Sherman        |     |

| 1          | Guardameta     | James Iamar         |       |
| 17         | Defensa        | Kerry Yawak         |       |
| 4          | Defensa        | Brian Kaltack       |       |
| 6          | Defensa        | Jason Thomas        |       |
| 5          | Defensa        | Jared Clark         |       |
| 16         | Centrocampista | John Alick          | 74'   |
| 11         | Centrocampista | Tasso Jeffrey       |       |
| 10         | Centrocampista | Bong Kalo           | 30'   |
| 14         | Centrocampista | John Wohale         |       |
| 15         | Delantero      | Godine Tenene       |       |
| 13         | Delantero      | Jonathan Spokeyjack | 90+4' |
| Entrenador | Entrenador     | Juliano Schmeling   |       |

| 7  | Defensa        | Mohammed Raheem     | 62' |
| 15 | Centrocampista | Etonia Dogalau      | 71' |
| 3  | Defensa        | Gabriele Matanisiga | 83' |

| 18 | Delantero      | Kensi Tangis   | 30' 90+4' |
| 20 | Centrocampista | Alick Worworbu | 74'       |
| 8  | Centrocampista | Claude Aru     | 90+4'     |
| 21 | Centrocampista | Joe Moses      | 90+4'     |

| Anotado | 46' | Sitiveni Cavuilagi | 1 - 1 |

| Anotado | 13' | Jonathan Spokeyjack | 0 - 1 |
| Anotado | 57' | Jason Thomas        | 1 - 2 |

| Amonestado | 74'    | Godine Tenene |
| Amonestado | 90+14' | Jason Thomas  |

| Árbitro             | Campbell-Kirk Kawana-Waugh |
| Árbitros asistentes | Isaac Trevis               |
|                     | Mark Rule                  |
| Cuarto árbitro      | Ben Aukwai                 |

### Partido por el tercer puesto
| 16         | Guardameta     | Teave Teamotuaitau |     |
| 12         | Defensa        | Mauri Heitaa       | 65' |
| 7          | Defensa        | Kevin Barbe        |     |
| 3          | Defensa        | Matatia Paama      |     |
| 17         | Defensa        | Teva Lossec        |     |
| 20         | Defensa        | Taumihau Tiatia    |     |
| 9          | Centrocampista | Tauhiti Keck       |     |
| 15         | Centrocampista | Pothin Poma        |     |
| 6          | Centrocampista | Terai Bremond      | 61' |
| 10         | Centrocampista | Teaonui Tehau      |     |
| 21         | Delantero      | Matéo Degrumelle   |     |
| Entrenador | Entrenador     | Samuel Garcia      |     |

| 1          | Guardameta     | Aydin Mustahib      |     |
| 16         | Defensa        | Atonio Tuivuna      |     |
| 18         | Defensa        | Lekima Gonerauc     |     |
| 3          | Defensa        | Gabriele Matanisiga |     |
| 13         | Defensa        | Mosese Nabose       | 45' |
| 15         | Centrocampista | Etonia Dogalau      | 56' |
| 11         | Centrocampista | Brendan McMullen    |     |
| 7          | Centrocampista | Mohammed Raheem     | 84' |
| 19         | Centrocampista | Merrill Nand        | 67' |
| 23         | Delantero      | Rusiate Matarerega  | 45' |
| 14         | Delantero      | Sairusi Nalaubu     |     |
| Entrenador | Entrenador     | Robert Sherman      |     |

| 19 | Delantero      | Ariiura Labaste | 61' |
| 13 | Centrocampista | Franck Papaura  | 65' |

| 9  | Delantero      | Roy Krishna        | 45' |
| 17 | Defensa        | Filipe Baravilala  | 45' |
| 8  | Delantero      | Setareki Hughes    | 56' |
| 10 | Delantero      | Nabil Begg         | 67' |
| 12 | Centrocampista | Tevita Waranaivalu | 84' |

| Anotado | 72' | Teaonui Tehau | 1 - 1 |
| Anotado | 83' | Teaonui Tehau | 2 - 1 |

| Anotado | 58' | Roy Krishna | 0 - 1 |

| Amonestado | 55' | Matéo Degrumelle |
| Amonestado | 64' | Ariiura Labaste  |
| Amonestado | 90' | Franck Papaura   |

| Amonestado | 38' | Lekima Gonerauc   |
| Amonestado | 40' | Etonia Dogalau    |
| Amonestado | 78' | Filipe Baravilala |

| Árbitro             | Campbell-Kirk Kawana-Waugh |
| Árbitros asistentes | Isaac Trevis               |
|                     | Bernard Mutukera           |
| Cuarto árbitro      | David Yareboinen           |

| 16         | Guardameta     | Teave Teamotuaitau |     |
| 12         | Defensa        | Mauri Heitaa       | 65' |
| 7          | Defensa        | Kevin Barbe        |     |
| 3          | Defensa        | Matatia Paama      |     |
| 17         | Defensa        | Teva Lossec        |     |
| 20         | Defensa        | Taumihau Tiatia    |     |
| 9          | Centrocampista | Tauhiti Keck       |     |
| 15         | Centrocampista | Pothin Poma        |     |
| 6          | Centrocampista | Terai Bremond      | 61' |
| 10         | Centrocampista | Teaonui Tehau      |     |
| 21         | Delantero      | Matéo Degrumelle   |     |
| Entrenador | Entrenador     | Samuel Garcia      |     |

| 1          | Guardameta     | Aydin Mustahib      |     |
| 16         | Defensa        | Atonio Tuivuna      |     |
| 18         | Defensa        | Lekima Gonerauc     |     |
| 3          | Defensa        | Gabriele Matanisiga |     |
| 13         | Defensa        | Mosese Nabose       | 45' |
| 15         | Centrocampista | Etonia Dogalau      | 56' |
| 11         | Centrocampista | Brendan McMullen    |     |
| 7          | Centrocampista | Mohammed Raheem     | 84' |
| 19         | Centrocampista | Merrill Nand        | 67' |
| 23         | Delantero      | Rusiate Matarerega  | 45' |
| 14         | Delantero      | Sairusi Nalaubu     |     |
| Entrenador | Entrenador     | Robert Sherman      |     |

| 19 | Delantero      | Ariiura Labaste | 61' |
| 13 | Centrocampista | Franck Papaura  | 65' |

| 9  | Delantero      | Roy Krishna        | 45' |
| 17 | Defensa        | Filipe Baravilala  | 45' |
| 8  | Delantero      | Setareki Hughes    | 56' |
| 10 | Delantero      | Nabil Begg         | 67' |
| 12 | Centrocampista | Tevita Waranaivalu | 84' |

| Anotado | 72' | Teaonui Tehau | 1 - 1 |
| Anotado | 83' | Teaonui Tehau | 2 - 1 |

| Anotado | 58' | Roy Krishna | 0 - 1 |

| Amonestado | 55' | Matéo Degrumelle |
| Amonestado | 64' | Ariiura Labaste  |
| Amonestado | 90' | Franck Papaura   |

| Amonestado | 38' | Lekima Gonerauc   |
| Amonestado | 40' | Etonia Dogalau    |
| Amonestado | 78' | Filipe Baravilala |

| Árbitro             | Campbell-Kirk Kawana-Waugh |
| Árbitros asistentes | Isaac Trevis               |
|                     | Bernard Mutukera           |
| Cuarto árbitro      | David Yareboinen           |